# Marcusenius devosi
Marcusenius devosi és una espècie de peix pertanyent a la família dels mormírids i a l'ordre dels osteoglossiformes.

## Etimologia
Marcusenius fa referència a l'alemany Johann Marcusen (el primer ictiòleg a estudiar els mormírids de forma sistemàtica), mentre que l'epítet devosi al·ludeix a Luc De Vos (1957-2003), conservador de peixos del Museu de Nairobi, per les seues contribucions a la ictiologia africana i la promoció d'aquesta branca de la zoologia a l'Àfrica oriental.

## Descripció
Fa 121 cm de llargària màxima.

## Hàbitat i distribució geogràfica
És un peix d'aigua dolça, demersal i de clima tropical, el qual viu a Àfrica: és un endemisme del riu Tana a Kenya, però és probable que la seua distribució s'estengui més tant cap al nord com cap al sud.

## Observacions
És inofensiu per als humans, forma part de la dieta humana local, el seu índex de vulnerabilitat és d'alt a molt alt (69 de 100) i les seues principals amenaces al riu Tana són l'extracció d'aigua per als regadius i la construcció de preses.